# Johan Herman Lie Vogt
Johan Herman Lie Vogt, född 14 oktober 1858 i Tvedestrand, död 3 januari 1932 i Trondheim, var en norsk mineralog och geolog, professor, bror till Ragnar Vogt.
Vogt blev student 1876 och cand. mineralogiæ 1880. Han blev 1881 amanuens vid metallurgiska laboratoriet i Kristiania, studerade bland annat vid Bergsskolan och Stockholms högskola, där han en tid var amanuens, utnämndes 1886 till professor i metallurgi vid Kristiania universitet samt var från 1912 professor i mineralogi och geologi vid Norges tekniske høiskole i Trondheim. 
Han företog under årens lopp företagit många studieresor i Norge, några även i Sverige, samt skrev utom uppsatser i facktidskrifter bland annat Norges ertsforekomster (1884-89), Salten og Ranen (1890), Dunderlandsdalens jernmalmfelt (1895), De nordsvenske jernmalmforekomster (1897-98; han arbetade ivrigt för Ofotenbanan), Die Silikatschmelzlösungen (två band, 1903-04) och Die Lagerstätten der nutzbaren Mineralien und Gesteine (1909-11, andra upplagan 1914-21, tre band, med Franz Beyschlag och Paul Krusch). Vogt var 1893 med om att uppsätta "Zeitschrift für praktische Geologie" i Berlin. Han tilldelades Wollastonmedaljen 1932.
Vogt invaldes som ledamot av svenska Vetenskapsakademien 1920.